# Telecrates basileia
Telecrates basileia är en fjärilsart som beskrevs av Turner 1902. Telecrates basileia ingår i släktet Telecrates och familjen plattmalar. Inga underarter finns listade i Catalogue of Life.